# Stötesten
Stötesten finns omnämnd i Bibeln: Exempelvis som översättning av (próskomma, Rom 9:32; 14:21), ett hinder som man stöter emot och snavar över (i SFB15: De snubblade på stötestenen, ...) och som översättning av (skándalon, 1 Kor 1:23), en fälla (... - för judarna en stötesten och för hedningarna en dårskap.).
På svenska har det blivit ett idiomatiskt uttryck med betydelsen en svårlöst fråga som berör flera, genom vitt skilda åsikter.

## Bokbinderi
En stötesten märk väl påstås utan källa vara ett inom hantverksbokbinderi vanligt hjälpmedel. Detta "verktyg" består av en så kallad "grafisk" sten det vill säga ett planslipat block av sandsten. Det används för att stöta upp ett bokblock mot för att det skall få en plan fot eller rygg. Ett bokblock, det vill säga en bok utan pärm, kan vara tungt, och måste därför ha ett mycket tungt och solitt underlag att "stötas" mot, så att alla blad eller lägg kommer fram till kanten, innan häftningen görs. Härav kommer också begreppet "stöt"; det vill säga "hur många har du i stöten"? Ursprungligen så eller så många blad eller lägg att handskas med för tillfället. Bokbindare fick på grund av det tunga arbetet med bokblocken mycket kraftiga underarmar. Ett inofficiellt bevis på att gesällen var värdig, var att han – förr var det oftast män, numera många kvinnor – kunde greppa och med en hand lyfta en stötesten, vilket kräver extrem styrka.[källa behövs]

### Notförteckning
1. ↑  ”Bibeln, Uppslagsord - Stötesten”. Svenska Bibelsällskapet. https://www.bibeln.se/las/uppslagsdel/s/stotesten. Läst 26 maj 2018.

### Källförteckning
- Wiktionary har ett uppslag om stötesten.